# In bocca al lupo
In bocca al lupo (literalmente en la boca del lobo) es un modismo italiano utilizado originalmente en la ópera y el teatro para desearle buena suerte a un intérprete antes de su actuación.
La respuesta estándar es crepi il lupo! (¡que muera el lobo!) o, más comúnmente, simplemente crepi! (¡que muera!).
Equivalente al modismo actoral inglés break a leg, la expresión refleja una superstición teatral en la que desearle "buena suerte" a una persona se considera mala suerte.    La expresión se usa comúnmente en Italia fuera del escenario, ya que las supersticiones y costumbres se transmiten a otras profesiones y luego al uso común, y a veces se puede escuchar fuera de Italia.